# 太平湖 (复兴门)
太平湖，是原址位于中华人民共和国北京市复兴门内的一处已不存在的湖泊。复兴门内的太平湖位于西便门桥东北方向，是护城河畔的一片湿洼地，曾经是一片相当宽广的水面。清朝末年，震钧在《天咫偶闻》一书中写到：“太平湖，在内城西南隅角楼下，太平街极西也。平流十倾，地疑兴庆之宫；高柳数章，人误曲江之苑。当夕阳衔堞，水影涵楼，上下都作胭脂色，尤令过者留连不能去。其北即醇王府，已改为祠，园亭尚无恙……” 
- 在太平湖东里有醇亲王府南府，光绪帝出生于此，现为中央音乐学院。